# 黄瓦财神庙

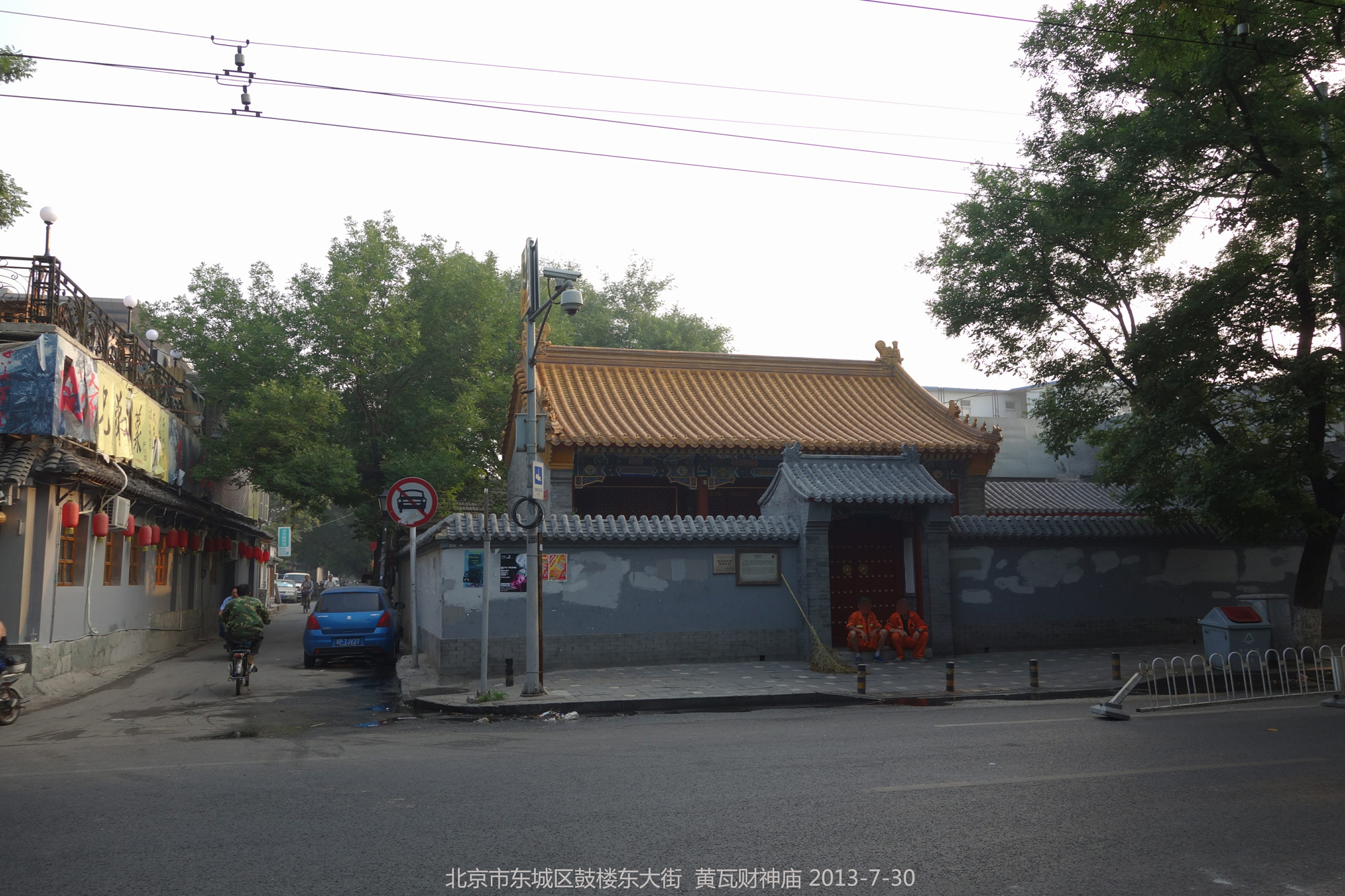
黄瓦财神庙

黄瓦财神庙，位于北京市东城区鼓楼东大街，是北京市东城区普查登记文物。

## 简介
该庙本名“增福财神庙”，建于明朝晚期，庙顶原为灰筒瓦顶。清朝雍正年间重修财神庙时，将灰筒瓦顶改成黄琉璃瓦顶，故俗称“黄瓦财神庙”。
北京民间传说，雍正帝当雍亲王时住在雍亲王府（今雍和宫），到地安门进紫禁城路过此处，曾进该财神庙祈求保佑自己登基。雍正帝登基后，乃下令为财神庙换上皇家特许使用的黄琉璃瓦。
该庙主祀的“增福财神”，应是李诡祖。1920年出版的《三续淄川县志》载:“北魏李诡祖，孝文帝时任曲梁令。当南北纷争，民苦兵戈，独能抚楫流亡，敦行教化，与民休息，卒于官。民怀其德，立庙尸祝之，至今享祀不衰，明晋祀名宦祠。”
改革开放后，黄瓦财神庙曾被空调修理所租用。2005年底，在鼓楼东大街风貌保护与环境整治工程中，拆除了黄瓦财神庙周围的临时建筑，文物部门修复了黄瓦财神庙。
2012年，“黄瓦财神庙建筑遗存”被列为北京市东城区普查登记文物。